# Żabno (województwo zachodniopomorskie)
Żabno (kaszb. Żôbno) – wieś w Polsce położona w województwie zachodniopomorskim, w powiecie sławieńskim, w gminie Sławno.
W latach 1975–1998 miejscowość należała administracyjnie do województwa słupskiego.
Inne miejscowości o nazwie Żabno: Żabno, Żabno-Kolonia